# Cathy O'Neil

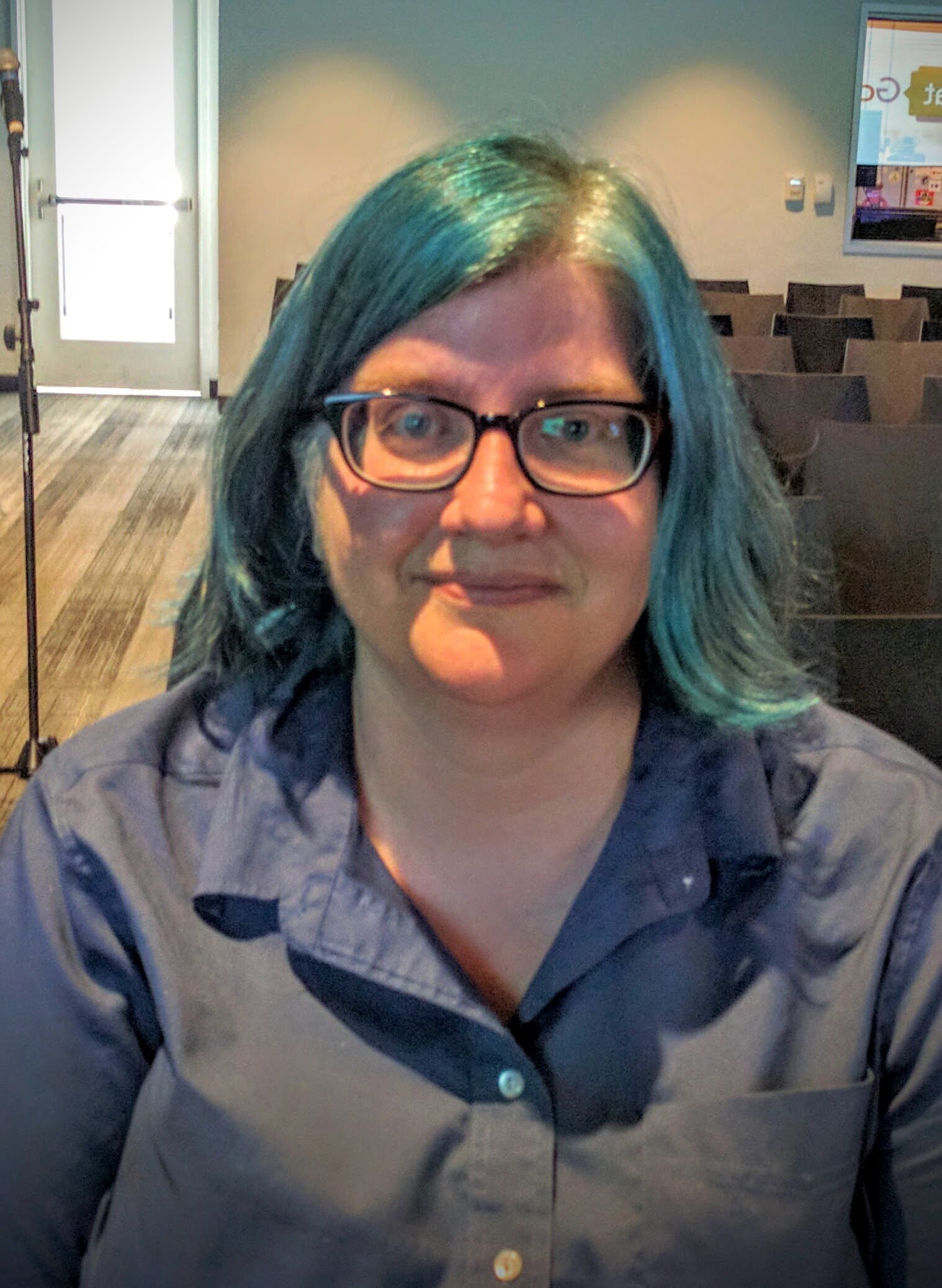
Cathy O'Neil in 2016.

Catherine ("Cathy") Helen O'Neil is een Amerikaanse wiskundige. Zij is auteur van het weblog mathbabe.org en verschillende boeken over datawetenschap, waaronder Weapons of Math Destruction. Daarnaast is ze actief geweest binnen de Occupybeweging.

## Biografie
O'Neil studeerde aan de UC Berkeley en promoveerde in 1999 in de wiskunde aan de Harvard-universiteit Na haar promotie deed ze onderzoek en gaf ze onderwijs aan het MIT en aan Barnard College. Haar wetenschappelijke werk spitste zich toe op toepassingen van de algebraïsche meetkunde in de getaltheorie. In 2007 verliet ze de academische wereld om te gaan werken in de financiële industrie. Ze werkte onder andere twee jaar voor het hedgefonds D. E. Shaw. Haar ervaringen in deze wereld waren de aanleiding tot haar boek Weapons of Math Destruction (2016), waarin ze de schaduwkanten van het gebruik van algoritmes en kunstmatige intelligentie belicht. Ze stelt onder andere dat algoritmes vaak niet meer dan een façade zijn waarachter kortzichtige en discriminerende beslissingen worden verborgen, en dat ze de ongelijkheid in de wereld bevorderen. In 2014 begon ze aan de school voor de journalistiek van de Columbia-universiteit het Lede Program in Data Practices, een onderwijsprogramma over het gebruik van en het berichtgeven over data in de journalistiek.